# Zak Perzamanos
Zak Perzamanos (ur. 17 czerwca 2003 w Liverpoolu) – brytyjski gimnastyk specjalizujący się w skokach na trampolinie, olimpijczyk z Paryża 2024, mistrz świata i Europy.

## Udział w zawodach międzynarodowych
| Impreza              | Rok  | Miejsce    | Wynik         | Wynik          | Wynik     | Wynik          |
| Impreza              | Rok  | Miejsce    | indywidualnie | synchronicznie | drużynowo | wielobój druż. |
| -------------------- | ---- | ---------- | ------------- | -------------- | --------- | -------------- |
| Igrzyska olimpijskie | 2024 | Paryż      | 4             | —              | —         | —              |
| Mistrzostwa świata   | 2021 | Baku       | 9             | 22             | 4         | —              |
| Mistrzostwa świata   | 2022 | Sofia      | 95            | 12             | 13        | złoto          |
| Mistrzostwa świata   | 2023 | Birmingham | 5             | 4              | brąz      | brąz           |
| Mistrzostwa Europy   | 2018 | Baku       | 16            | —              | srebro    | —              |
| Mistrzostwa Europy   | 2024 | Guimarães  | 23            | złoto          | 4         | —              |